# Dot Lake Village
Dot Lake Village est une localité d'Alaska (CDP) aux États-Unis, appartenant à la Région de recensement de Southeast Fairbanks. Sa population était de 62 habitants en 2010.

## Situation - climat
Le village indigène est situé sur la Route de l'Alaska, à 80 km au nord-ouest de Tok et à 249 km au sud-est de Fairbanks, au sud de la rivière Tanana, à proximité de Dot Lake.
Les températures extrêmes vont de −59 °C en hiver à 32 °C en été.

## Histoire
Comme pour la localité voisine de Dot Lake, des fouilles archéologiques ont mis en évidence un habitat humain local il y a 10 000 ans. Ultérieurement, la région a été un territoire de chasse pour les Athabaskans de Tanacross. Une piste existait au nord du fleuve Yukon reliant Northway, Tetlin, Tanacross et Dot Lake.
Un certain nombre d'indigènes ont travaillé à la construction de la Route de l'Alaska. Le village a été créé par Doris Charles et sa famille en 1946, et d'autres familles les rejoignirent jusqu'en 1950, les hébergements utilisés pour les ouvriers de la route ont été transformés en logements.
Les emplois locaux se font autour du conseil du village, et de l'école, avec toutefois une activité artisanale importante, et quelques activités de subsistance comme la chasse et la pêche.

## Démographie
| 2000 | 2010 | - | - |
| ---- | ---- | - | - |
| 38   | 62   | - | - |